# Lijst van NEN-normen
Dit artikel of overzicht is mogelijk incompleet; u kunt helpen door het uit te breiden.
Dit artikel levert een overzicht van verschillende NEN-normen. Elke norm heeft een aanduiding bestaande uit een afkorting en een volgnummer. Hierbij staat NEN voor NEderlandse Norm, EN voor Europese Norm, ISO verwijst naar de Internationale Organisatie voor Standaardisatie, IEC naar de International Electrotechnical Commission, NPR staat voor Nederlandse PraktijkRichtlijn (een praktische uitwerking van een norm), NTA voor Nederlands Technische Afspraak en NVN voor Nederlandse VoorNorm (ontwerpnorm). De volgende lijst is verre van compleet.

## NEN
- NEN 0512 Leidraad voor de viering van het Sint-Nicolaasfeest (deze norm werd gratis beschikbaar gesteld als een voorbeeld van hoe een NEN-norm in elkaar hoort te zitten)
- NEN 1006 Algemene voorschriften voor leidingwaterinstallaties (AVWI-2002)
- NEN 1010 Veiligheidsbepalingen voor laagspanningsinstallaties
- NEN 1014 Bliksembeveiliging
- NEN 1041 Veiligheidsbepalingen voor hoogspanningsinstallaties
- NEN 1068 Thermische isolatie van gebouwen - Rekenmethoden
- NEN 1070 Geluidwering in gebouwen - Specificatie en beoordeling van de kwaliteit
- NEN 1078 Voorziening voor gas met een werkdruk tot en met 500 mbar - Prestatie-eisen - Nieuwbouw
- NEN 1087 Ventilatie van gebouwen - Bepalingsmethoden voor nieuwbouw
- NEN 1414 Symbolen voor veiligheidsvoorzieningen op ontruimings- en aanvalsplattegronden
- NEN 1594 Droge blusleidingen in en aan gebouwen
- NEN 1770 Brievengleuven en brievenbussen
- NEN 1775 Bepaling van de bijdrage tot brandvoortplanting van vloeren
- NEN 1814 Toegankelijkheid van buitenruimten, gebouwen en woningen
- NEN 1824 Ergonomie – Ergonomische eisen voor de oppervlakte van kantoorwerkplekken
- NEN 1888 Algemene persoonsgegevens - Definities, tekensets en uitwisselingsformats
- NEN 2025 Norm voor communicatie bij het werken met hijs- en hefwerktuigen
- NEN 2057 Daglichtopeningen in gebouwen. Verkorte bepalingsmethode voor de equivalente daglichtoppervlakte van daglichtopeningen
- NEN 2075 Kwaliteitsmeetsysteem voor de schoonmaak-dienstverlening
- NEN 2078 Eisen voor industriële gasinstallaties
- NEN 2082 Eisen voor functionaliteit van informatie- en archiefmanagement in programmatuur
- NEN 2195 Symbolen voor apparaten binnen een procestechnische installatie
- NEN 2294 Indeling toetsenbord vóór schrijfmachines en gegevensverwerkingapparatuur.
- NEN 2443 Parkeren en stallen van personenauto's op terreinen en in garages
- NEN 2449 Ergonomie - Ergonomische criteria voor kantoorwerktafels - Eisen van afmetingen en uitvoering - Beproevingsmethoden
- NEN 2535 Brandveiligheid van gebouwen - Brandmeldinstallaties - Systeem- en Kwaliteitseisen en projecteringsrichtlijnen
- NEN 2555 Brandveiligheid van gebouwen - Rookmelders voor woonfuncties
- NEN 2559 Waaraan het onderhoud van brandblussers moet voldoen
- NEN 2575 Brandveiligheid van gebouwen - Ontruimingsinstallaties - Systeem- en kwaliteitseisen en projecteringsrichtlijnen
- NPR 2576 Nederlandse praktijkrichtlijn voor functiebehoud aanleg van brandbeveiligingsinstallaties
- NEN 2580 Oppervlakten en inhouden van gebouwen – Termen, definities en bepalingsmethoden
- NEN 2608 Vlakglas voor gebouwen. Weerstand tegen windbelasting. Eisen en bepalingsmethoden
- NEN 2654-1 Beheer, controle en onderhoud van brandbeveiligingsinstallaties. Deel 1: brandmeldinstallaties
- NEN 2654-2 Beheer, controle en onderhoud van brandbeveiligingsinstallaties. Deel 2: Ontruimingsalarminstallaties
- NEN 2659 Onderhoud van verrijdbare blustoestellen
- NEN 2686 Luchtdoorlatendheid van gebouwen. Meetmethode
- NEN 2690 Luchtdoorlatendheid van gebouwen. Meetmethode voor de specifieke luchtvolumestroom tussen kruipruimte en woning
- NEN 2745 Norm voor facilitaire voorzieningen toegespitst op de gezondheidszorg – Rubricering en definiëring
- NEN 2748 Norm voor facilitaire voorzieningen – Rubricering en definiëring
- NEN 2757 Toevoer van verbrandingslucht en afvoer van rook van verbrandingstoestellen in gebouwen - Bepalingsmethoden
- NEN 2767 Conditiemeten
- NEN 2767-1 Conditiemeting van bouw- en installatiedelen - Deel 1: Methodiek
- NEN 2767-2 Conditiemeting van bouw- en installatiedelen - Deel 2: Gebrekenlijsten
- NEN 2767-4-1 Conditiemeting - Deel 4: Infrastructuur - Deel 1: Methodiek
- NEN 2767-4-2 Conditiemeting van bouw- en installatiedelen - Deel 4-2: Infrastructuur - Webapplicatie voor de decompositie en gebrekenlijst
- NEN 2768 Meterruimten en bijbehorende voorzieningen in een woonfunctie
- NEN 2772 Norm met de nummering van weken
- NEN 2776 Vastgoed - Termen en definities
- NEN 2778 Vochtwering in gebouwen. Bepalingsmethode
- NEN 2916 Energieprestatie van utiliteitsgebouwen. Bepalingsmethode
- NEN 2990 Lucht - Eindcontrole na asbestverwijdering
- NEN 2991 Lucht - Risicobeoordeling in en rondom gebouwen of constructies waarin asbesthoudende materialen zijn verwerkt
- NEN 3011 Veiligheidskleuren en -tekens in de werkomgeving en in de openbare ruimte
- NEN 3028 Eisen voor verbrandingsinstallaties
- NEN 3055 Kleuren voor textielgoederen - Vlaggekleuren - Rood en blauw
- NEN 3087 Ergonomie - Visuele ergonomie: achtergronden, principes en toepassingen
- NEN 3126 Indelen en typen van documenten. Laatste versie uit 1986, ondertussen achterhaald.
- NEN 3134 Veiligheidseisen voor laagspanningsinstallaties in medisch gebruikte ruimten
- NEN 3140 Bedrijfsvoering van elektrische installaties - Aanvullende Nederlandse bepalingen voor laagspanningsinstallaties
- NEN 3215 Binnenriolering - Eisen en bepalingsmethoden
- NEN 3398 Buitenriolering - Onderzoek en toestandsbeoordeling van objecten
- NEN 3399 Buitenriolering - Classificatiesysteem bij visuele inspectie van objecten
- NEN 3840 Bedrijfsvoering van elektrische installaties - Aanvullende Nederlandse bepalingen voor hoogspanningsinstallaties
- NEN 3859 Tuinbouwkassen. Ontwerp en constructie. Tuinbouwkassen voor de commerciële teelt van planten en gewassen
- NEN 3868 Voorspanstaal
- NEN 3869 Verankeringssystemen voor voorgespannen betonconstructies
- NEN 4000 Bedrijfshulpverlening
- NEN 4001 Brandbeveiliging. Projectering van draagbare en verrijdbare blustoestellen
- NEN 4400 Uitleners en (onder)aannemers - Eisen aan en beoordeling op afdracht van belastingen en sociale lasten en het gerechtigd zijn tot het verrichten van arbeid in Nederland - Diensten, beheer en kwaliteit
- NEN 5050 Woordwijzer - Goed taalgebruik in bedrijf en techniek
- NEN 5077 Geluidwering in gebouwen - Bepalingsmethoden voor de grootheden voor geluidwering van uitwendige scheidingsconstructies, luchtgeluidwering, contactgeluidwering, geluidniveaus veroorzaakt door installaties en nagalmtijd
- NEN 5087 Inbraakveiligheid van woningen - Bereikbaarheid van dak- en gevelelementen: deuren, ramen en kozijnen
- NEN 5096 Inbraakwerendheid. Dak- of gevelelementen met deuren, ramen, luiken en vaste vullingen. Eisen, classificatie en beproevingsmethoden
- NEN 5104 Geotechniek - Classificatie van onverharde grondmonsters
- NEN 5128 Energieprestatie van woonfuncties en woongebouwen. Bepalingsmethode
- NEN 5152 Technische tekeningen en elektronische symbolen
- NEN 5310 Nederlandse praktijkrichtlijnen bij de nen 1010
- NEN 5499 Kwaliteitseisen voor visueel gesorteerd naaldhout voor constructieve toepassingen
- NEN 5706 Richtlijnen voor de beschrijving van zintuiglijke waarnemingen tijdens de uitvoering van milieukundig bodemonderzoek
- NEN 5707 Bodem - Inspectie, monsterneming en analyse van asbest in bodem
- NEN 5709 Bodem - Monstervoorbehandeling voor de bepaling van organische en anorganische parameters in grond
- NEN 5717 Bodem - Waterbodem - Strategie voor het uitvoeren van vooronderzoek bij verkennend en nader onderzoek
- NEN 5720 Bodem - Waterbodem - Strategie voor het uitvoeren van verkennend onderzoek - Onderzoek naar de milieuhygiënische kwaliteit van waterbodem en baggerspecie
- NEN 5725 Bodem - Landbodem - Strategie voor het uitvoeren van vooronderzoek bij verkennend en nader onderzoek
- NEN 5740 Bodem - Landbodem - Strategie voor het uitvoeren van verkennend bodemonderzoek - Onderzoek naar de milieuhygiënische kwaliteit van bodem en grond
- NEN 5742 Bodem - Monsterneming van grond en sediment ten behoeve van de bepaling van metalen, anorganische verbindingen, matig-vluchtige organische verbindingen en fysisch-chemische bodemkenmerken
- NEN 5744 Bodem - Monsterneming van grondwater
- NEN 5766 Bodem - Plaatsing van peilbuizen ten behoeve van milieukundig bodemonderzoek
- NEN 5825 Adressen - Definities, tekensets, uitwisselingsformats en fysieke presentatie
- NEN 5897 Monsterneming en analyse van asbest in onbewerkt bouw- en sloopafval en recyclinggranulaat
- NEN 6008 Betonstaal
- NEN 6061 Bepaling van de weerstand tegen het ontstaan van brand bij stookplaatsen
- NEN 6062 Bepaling van de brandveiligheid van rookafvoervoorzieningen
- NEN 6063 Bepaling van het brandgevaarlijk zijn van daken
- NEN 6064 Bepaling van de onbrandbaarheid van bouwmaterialen
- NEN 6065 Bepaling van de bijdrage tot brandvoortplanting van bouwmateriaal
- NEN 6066 Bepaling van de rookproductie bij brand van bouwmateriaal
- NEN 6068 Bepaling van de weerstand tegen branddoorslag en brandoverslag tussen ruimten
- NEN 6069 Experimentele bepaling van de brandwerendheid van bouwdelen en het classificeren daarvan
- NEN 6071 Rekenkundige bepaling van de brandwerendheid van bouwdelen. Betonconstructies
- NEN 6072 Rekenkundige bepaling van de brandwerendheid van bouwdelen. Staalconstructies
- NEN 6073 Rekenkundige bepaling van de brandwerendheid van bouwdelen. Houtconstructies
- NEN 6075 Bepaling van de weerstand tegen rookdoorgang tussen ruimten
- NEN 6088 Brandveiligheid van gebouwen - Vluchtwegaanduiding - Eigenschappen en bepalingsmethoden
- NEN 6090 Bepaling van de vuurbelasting
- NEN 6092 Brandveiligheid van gebouwen. Eisen en bepalingsmethoden voor overdrukinstallaties in trappehuizen
- NEN 6600-1 Water - Monsterneming - Deel 1: Afvalwater
- NEN 6700 Technische grondslagen voor bouwconstructies - TGB 1990 - algemene basiseisen (Deze norm is ingetrokken sinds 06-04-2010)
- NEN 6702 Technische grondslagen voor bouwconstructies - TGB 1990 - Belastingen en vervormingen (Deze norm is ingetrokken sinds 06-04-2010)
- NEN 6706 Technische grondslagen voor bouwconstructies - TGB 1990 - Verkeersbelastingen op bruggen (Deze norm is ingetrokken sinds 30-03-2010)
- NEN 6707 Bevestiging van dakbedekkingen. Eisen en bepalingsmethoden
- NEN 6710 Technische grondslagen voor bouwconstructies. TGB 1990. Aluminiumconstructies. Basiseisen en basisrekenregels voor overwegend statisch belaste constructies (Deze norm is ingetrokken sinds 06-04-2010). Aanvulling NEN 6720:1995/A4:2007 nl is ingetrokken op 12-08-2010).
- NEN 6720 Technische grondslagen voor bouwconstructies. TGB 1990. Voorschriften Beton. Constructieve eisen en rekenmethoden (Deze norm is ingetrokken sinds 12-08-2010)
- NEN 6722 Voorschriften Beton - Uitvoering (Deze norm is ingetrokken sinds 25-09-2013)
- NEN 6723 Voorschriften beton - Bruggen - Constructieve eisen en rekenmethoden (Deze norm is ingetrokken sinds 06-04-2010)
- NEN 6760 Technische grondslagen voor bouwconstructies. TGB 1990. Houtconstructies. Basiseisen. Eisen en bepalingsmethoden (Deze norm is ingetrokken sinds 04-08-2008)
- NEN 6762 Stalen stiftvormige verbindingsmiddelen voor dragende houtconstructies (Deze norm is ingetrokken sinds 04-05-2010, vervangen door NEN-EN 14592:2008 en)
- NEN 6763 Gelamineerd hout. Producteigenschappen en bepalingsmethoden (Deze norm is ingetrokken sinds 24-01-2013, NEN 6763:1996/A3:2010 nl is ingetrokken sinds 28-02-2013)
- NEN 6770 Technische grondslagen voor bouwconstructies. TGB 1990. Staalconstructies. Basiseisen en basisrekenregels voor overwegend statisch belaste constructies (Deze norm is ingetrokken sinds 06-04-2010)
- NEN 6771 TGB 1990. Staalconstructies. Stabiliteit (Deze norm is ingetrokken sinds 06-04-2010)
- NEN 6772 TGB 1990. Staalconstructies. Verbindingen (Deze norm is ingetrokken sinds 06-04-2010)
- NEN 6773 TGB 1990. Staalconstructies. Basiseisen, basisrekenregels en beproevingen voor overwegend statisch belaste dunwandige koudgevormde stalen profielen en geprofileerde platen (Deze norm is ingetrokken sinds 12-08-2010)
- NEN 6774 TGB 1990. Staalconstructies. Eisen aan de staalkwaliteit voor constructiestaalsoorten in relatie tot het brosse breukgedrag, voor overwegend statisch belaste constructies (Deze norm is ingetrokken sinds 06-04-2010)
- NEN 6790 Technische grondslagen voor bouwconstructies. TGB 1990. Steenconstructies. Basiseisen en bepalingsmethoden (Deze norm is ingetrokken sinds 06-04-2010)
- NEN 7002 Centrifugaal gegoten gietijzeren afvoerbuizen
- NEN 7003 Hulpstukken voor gietijzeren afvoerbuizen
- NEN 7013 Expansiestukken van pvc en ABS voor binnenrioleringen
- NEN 7087 Vetafscheiders en slibvangputten - Type-indeling, eisen en beproevingsmethoden
- NEN 7089 Olie-afscheiders en slibvangputten - Type-indeling, eisen en beproevingsmethoden
- NEN 7120 Energieprestatie van gebouwen. Bepalingsmethode
- NEN 7131 Maatschappelijke veiligheid - Managementsystemen voor veiligheid, voorbereiding op incidenten en continuïteit - Eisen en aanbevelingen voor het gebruik
- NEN 7375 Uitloogkarakteristieken - Bepaling van de uitloging van anorganische componenten uit vormgegeven en monolithische materialen met een diffusieproef - Vaste grond- en steenachtige materialen
- NEN 7502 Medische informatica - Berichtenverkeer in de zorg - Ontwikkeling en beheer van zorginhoudelijke berichtnormen
- NEN 7503 Medische informatica - Berichtenverkeer - Elektronische uitwisseling van recept- en verstrekkingsberichten
- NEN 7504 Medische informatica - Berichtenverkeer - Zorginformatiesystemen - Toepassing van de HL7-berichtenstructuur in zorginstellingen in Nederland - Eisen en toelichting van HL7-versie 2,4, bijgewerkt tot en met versie 2,6
- NEN 7510 Informatiebeveiliging in de Zorgsector
- NEN 7511 Medische informatica - In 2017 ingetrokken en maakt nu onderdeel uit van NEN 7510
- NEN 7512 Medische informatica - Informatiebeveiliging in de zorg - Vertrouwensbasis voor gegevensuitwisseling
- NEN 7513 Medische informatica - Logging - Vastleggen van acties op elektronische patiëntdossiers
- NEN 7521 Medische informatica - Toegang tot patiëntgegevens - Grondslagen voor uitwisseling
- NEN 7799-3 Managementsystemen voor informatiebeveiliging (ISMS) - Deel 3: Richtlijnen voor informatiebeveiligingsrisicobeheer
- NEN 8005 Nederlandse invulling van NEN-EN 206-1: Beton - Deel 1: Specificatie, eigenschappen, vervaardiging en conformiteit
- NEN 8020-20 Elektrische installaties evenementen
- NEN 8028 Medische informatica - Kwaliteitseisen telemedicine
- NEN 8048-1 Schuldhulpverlening - Deel 1: Eisen aan schuldhulpverleningsorganisaties
- NEN 8048-2 Schuldhulpverlening - Deel 2: Eisen aan schuldhulpverleners
- NEN 8048-3 Schuldhulpverlening - Deel 3: Certificatieschema voor schuldhulpverleningsorganisaties
- NEN 8048-4 Schuldhulpverlening - Deel 4: Certificatieschema voor schuldhulpverleners
- NEN 8062 Brandveiligheid van gebouwen. Methode voor het beoordelen van de brandveiligheid van rookafvoervoorzieningen van bestaande gebouwen
- NEN 8078 Voorziening voor gas met een werkdruk tot en met 500 mbar - Prestatie-eisen - Bestaande bouw
- NEN 8087 Ventilatie van gebouwen. Bepalingsmethoden voor bestaande gebouwen
- NEN 8088-1 Ventilatie en luchtdoorlatendheid van gebouwen. Bepalingsmethode voor de toevoerluchttemperatuur gecorrigeerde ventilatie- en infiltratieluchtvolumestromen voor energieprestatieberekeningen. Deel 1: Rekenmethode
- NEN 8112 Leidraad voor ontruimingsplannen voor gebouwen
- NEN 8757 Afvoer van rook van verbrandingstoestellen in gebouwen - Bepalingsmethoden voor bestaande bouw
- NEN 8878 Telefonische bereikbaarheid
- NEN 10742 Eisen aan scheidingstransformatoren en veiligheidstransformatoren

## NEN-EN
- NEN-EN 54 reeks Automatische brandmeldinstallaties
- NEN-EN 81-1 Veiligheidsregels voor het vervaardigen en het aanbrengen van liften (elektrische personenliften)
- NEN-EN 81-2 Veiligheidsregels voor het vervaardigen en het aanbrengen van liften (hydraulische personenliften)
- NEN-EN 81-72 Veiligheidsregels voor het vervaardigen en het aanbrengen van liften (brandweer liften)
- NEN-EN 179 Hang- en sluitwerk. Sluitingen voor nooduitgangen met een deurkruk of een drukplaat, voor gebruik in vluchtroutes. Eisen en beproevingsmethoden
- NEN-EN 206-1 Beton - Deel 1: Specificatie, eigenschappen, vervaardiging en conformiteit
- NEN-EN 228 Brandstoffen voor wegvoertuigen - Ongelode benzine - Eisen en beproevingsmethoden
- NEN-EN 295-1 Keramische buizen en hulpstukken alsmede buisverbindingen voor riolering onder vrij verval. Deel 1: Eisen
- NEN-EN 295-2 Keramische buizen en hulpstukken alsmede buisverbindingen voor riolering onder vrij verval. Deel 2: Kwaliteitscontrole en monstername
- NEN-EN 295-3 Keramische buizen en hulpstukken alsmede buisverbindingen voor riolering onder vrij verval. Deel 3: beproevingsmethoden
- NEN-EN 356 Glas in gebouwen - Beveiligingsbeglazing - Beproeving en classificatie van de weerstand tegen manuele aanval
- NEN-EN 360 valbeschermers met lijnspanners
- NEN-EN 361 Valharnassen
- NEN-EN 365 systemen voor valbeveiliging
- NEN-EN 858 Afscheiders en slibvangputten voor lichte vloeistoffen (bijvoorbeeld olie en benzine) - Deel 1: Ontwerp, eisen en beproeving, merken en kwaliteitscontrole, Deel 2: Bepaling van nominale afmeting, installatie, functionering en onderhoud
- NEN-EN 1023 Meubelen voor kantoren - Scheidingswanden - Deel 1: Afmetingen
- NEN-EN 1125 Panieksluitingen voor vluchtdeuren met een horizontale bedieningsstang voor het gebruik bij vluchtroutes. Eisen en beproevingsmethoden
- NEN-EN 1401-1 Kunststofleidingsystemen voor vrij verval buitenriolering. Ongeplastificeerd pvc (pvc-U). Deel 1: Eisen voor buizen, hulpstukken en het systeem
- NE-EN 1789 Medische voertuigen en hun uitrusting - Ambulances
- NEN-EN 1825 Vetafscheiders en slibvangputten - Deel 1: Ontwerp, eisen en beproeving, merken en kwaliteitscontrole, Deel 2: Bepaling van nominale afmeting, installatie, functionering en onderhoud
- NEN-EN 1838 Toegepaste verlichtingstechniek - Noodverlichting
- NEN-EN 1990 Eurocode - Grondslagen van het constructief ontwerp
- NEN-EN 1991-1-1 Eurocode 1: Belastingen op constructies - Deel 1-1: Algemene belastingen - Volumieke gewichten, eigengewicht en opgelegde belastingen voor gebouwen
- NEN-EN 1991-1-2 Eurocode 1: Belastingen op constructies - Deel 1-2: Algemene belastingen - Belasting bij brand
- NEN-EN 1991-1-3 Eurocode 1: Belastingen op constructies - Deel 1-3: Algemene belastingen - Sneeuwbelasting
- NEN-EN 1991-1-4 Eurocode 1: Belastingen op constructies - Deel 1-4: Algemene belastingen - Windbelasting
- NEN-EN 1991-1-5 Eurocode 1: Belastingen op constructies - Deel 1-5: Algemene belastingen - Thermische belasting
- NEN-EN 1991-1-7 Eurocode 1:Belastingen op constructies - Deel 1-7: Algemene belastingen - Buitengewone belastingen: stootbelastingen en ontploffingen
- NEN-EN 1992-1-1 Eurocode 2: Ontwerp en berekening van betonconstructies - Deel 1-1: Algemene regels en regels voor gebouwen
- NEN-EN 1992-1-2 Eurocode 2: Ontwerp en berekening van betonconstructies - Deel 1-2: Algemene regels - Ontwerp en berekening van constructies bij brand
- NEN-EN 1993-1-1 Eurocode 3: Ontwerp en berekening van staalconstructies - Deel 1-1: Algemene regels en regels voor gebouwen
- NEN-EN 1993-1-2 Eurocode 3: Ontwerp en berekening van staalconstructies - Deel 1-2: Algemene regels - Ontwerp en berekening van constructies bij brand
- NEN-EN 1993-1-8 Eurocode 3: Ontwerp en berekening van staalconstructies - Deel 1-8: Ontwerp en berekening van verbindingen
- NEN-EN 1993-1-10 Eurocode 3: Ontwerp en berekening van staalconstructies - Deel 1-10: Materiaaltaaiheid en eigenschappen in de dikterichting
- NEN-EN 1994-1-1 Eurocode 4: Ontwerp en berekening van staal-betonconstructies - Deel 1-1: Algemene regels en regels voor gebouwen
- NEN-EN 1994-1-2 Eurocode 4: Ontwerp en berekening van staal-betonconstructies - Deel 1-2: Algemene regels - Ontwerp en berekening van constructies bij brand
- NEN-EN 1995-1-1 Eurocode 5: Ontwerp en berekening van houtconstructies - Deel 1-1: Algemeen - Gemeenschappelijke regels en regels voor gebouwen
- NEN-EN 1995-1-2 Eurocode 5: Ontwerp en berekening van houtconstructies - Deel 1-2: Algemeen - Ontwerp en berekening van constructies bij brand
- NEN-EN 1996-1-1 Eurocode 6 - Ontwerp en berekening van constructies van metselwerk - Deel 1-1: Algemene regels voor constructies van gewapend en ongewapend metselwerk
- NEN-EN 1996-1-2 Eurocode 6: Ontwerp en berekening van constructies van metselwerk - Deel 1-2: Algemene regels - Ontwerp en berekening van constructies bij brand
- NEN-EN 1997-1 Eurocode 7: Geotechnisch ontwerp - Deel 1: Algemene regels
- NEN-EN 1999-1-1 Eurocode 9: Ontwerp en berekening van aluminiumconstructies - Deel 1-1: Algemene regels
- NEN-EN 1999-1-2 Eurocode 9: Ontwerp en berekening van aluminiumconstructies - Deel 1-2: Ontwerp en berekening van constructies bij brand
- NEN-EN 12354-6 Geluidwering in gebouwen. Berekening van de akoestische eigenschappen van gebouwen met de eigenschappen van bouwelementen. Deel 6: Geluidabsorptie in gesloten ruimten
- NEN-EN 12798 Vervoerskwaliteitsmanagementsysteem - Weg-, spoor- en binnenwatervervoer - Aanvullende eisen voor het kwaliteitsmanagementsysteem volgens EN ISO 9001 met betrekking tot de veiligheid bij het vervoer van gevaarlijke stoffen
- NEN-EN 13501-1 Brandclassificatie van bouwproducten en bouwdelen. Deel 1: Classificatie op grond van resultaten van beproeving van het brandgedrag
- NEN-EN 13508-1 Onderzoek en beoordeling van de buitenriolering - Deel 1: Algemene eisen
- NEN-EN 13508-2 Onderzoek en beoordeling van de buitenriolering - Deel 2: Coderingssysteem bij visuele inspectie
- NEN-EN 13549 Schoonmaakdienstverlening - Basiseisen en aanbevelingen voor kwaliteitmeetsystemen
- NEN-EN 13606-1 Medische informatica - Communicatie over het Elektronisch Patiëntendossier - Deel 1: Referentiemodel
- NEN-EN 14181 Emissies van stationaire bronnen - Kwaliteitsborging van geautomatiseerde meetsystemen
- NEN-EN 14624 prestaties van mobiele lekdetectoren en van stationaire gasdetectoren voor alle koudemiddelen
- NEN-EN 14822-3 Medische informatica - Generieke informatica - Generieke data componenten - Deel 3: Klinisch
- NEN-EN 15221-1 Facility Management - Deel 1: Termen en definities
- NEN-EN 15221-2 Facility Management - Deel 2: Leidraad voor het opstellen van Facility Management overeenkomsten
- NEN-EN 15221-3 Facility Management - Deel 3: Richtlijn hoe kwaliteit in facility management te verwerven/garanderen
- NEN-EN 15221-4 Taxonomie van Facility Management - Classificatie en structuren
- NEN-EN 15221-5 Facility Management - Deel 5: Richtlijn voor de ontwikkeling en verbetering van processen
- NEN-EN 15221-6 Facility Management - Deel 6: Metingen van gebied en ruimte
- NEN-EN 15221-7 Facility Management - Deel 7: Methode voor het vergelijken van facilitaire services, producten en diensten
- NEN-EN 15259 Luchtkwaliteit - Meetmethode emissies van stationaire bronnen - Eisen voor meetvlakken en meetlocaties en voor doelstelling, meetplan en rapportage van de meting
- NEN-EN 16001 Energiemanagementsystemen - Eisen met richtlijn voor gebruik
- NEN-EN 50110-1 Bedrijfsvoering van elektrische installaties - Alg. bepalingen
- NEN-EN 50110-2 Bedrijfsvoering van elektrische installaties - Nat. bijlagen
- NEN-EN 50200 Beproevingsmethode voor het functiebehoud bij brand van niet-beschermde dunne kabels voor gebruik in stroomketens voor veiligheidsdoeleinden
- NEN-EN 50131 Alarmsystemen - Inbraak- en overvalsystemen
- NEN-EN 50362 Beproevingsmethode voor het functiebehoud bij brand van niet-beschermde dikke sterkstroom- en stuurstroomkabels voor gebruik in noodcircuits

## NEN-ISO
- NEN-ISO 3591 Sensorische analyse - Apparatuur - Wijnproefglas
- NEN-ISO 7982-1 Bank-telecommunicatie - Betalingsverkeerberichten - Deel 1: Woordenlijst en universele set van gegevenssegmenten en gegevenselementen voor elektronische betalingsverkeerberichten
- NEN-ISO 10002 Kwaliteitsmanagement - Klanttevredenheid - Richtlijnen voor klachtenbehandeling in organisaties
- NEN-ISO 15489-1 Informatie en documentatie - Informatie- en archiefmanagement - Deel 1: Algemeen
- NEN-ISO/IEC 20000-1 Information technology - Service management - Part 1: Service management system requirements
- NEN-ISO 20022-6 Financiële diensten - UNIversal Financiële Industrie berichtenschema - Deel 6: Berichtoverdrachtskenmerken
- NEN-ISO 21188 Public key infrastructure (PKI) voor financiële services - Praktijk en leidraad voor raamwerk
- NEN-ISO 21731 Medische informatica - HL7 versie 3 - Referentie-informatiemodel - Uitgave 1
- NEN-ISO 26000 Internationale richtlijn voor Maatschappelijk Verantwoordelijk Ondernemen (MVO)
- NEN-ISO/IEC 27001 Informatietechnologie - Beveiligingstechnieken - Managementsystemen voor informatiebeveiliging - Eisen
- NEN-ISO 28000 Specificatie voor veiligheidsmanagementsystemen voor de logistieke keten
- NEN-ISO 31000 Risicomanagement - Principes en richtlijnen
- NEN-ISO 50001 Energiemanagementsystemen - Eisen met gebruiksrichtlijnen
- NEN-ISO/IEC 90003 Software engineering - Guidelines for the application of ISO 9001:2000 to computer software

## NEN-EN-ISO
- NEN-EN-ISO 3126 Kunststofleidingsystemen - Kunststof componenten - Bepaling van afmetingen
- NEN-EN-ISO 5667-3 Water - Monsterneming - Deel 3: Richtlijn voor de conservering en behandeling van watermonsters
- NEN-EN-ISO 6385 Ergonomische beginselen bij het ontwerpen van werksystemen
- NEN-EN-ISO 6946 Componenten en elementen van gebouwen. Warmteweerstand en warmtedoorgangscoëfficiënt. Berekeningsmethode
- NEN-EN-ISO 7010 Registered safety signs (Veiligheidssymbolen). Zie ook: NEN 3011. De normen NEN 1413 en NEN 1414 worden deels herzien. De NEN 6088 is hiermee ingetrokken.
- NEN-EN-ISO 7730 Klimaatomstandigheden - Analytische bepaling en interpretatie van thermische behaaglijkheid door berekeningen van de PMV en PPD-waarden en lokale thermische behaaglijkheid
- NEN-EN-ISO 9000 Kwaliteitsmanagementsystemen - Grondbeginselen en verklarende woordenlijst
- NEN-EN-ISO 9001 Kwaliteitsmanagementsystemen - Eisen
- NEN-EN-ISO 9004 Managen op duurzaam succes van een organisatie - Een aanpak op basis van kwaliteitsmanagement
- NEN-EN-ISO 10075-1 Ergonomische principes gerelateerd aan mentale werkbelasting - Deel 1: Algemene termen en definities
- NEN-EN-ISO 13485 Medische hulpmiddelen - Kwaliteitsmanagementsystemen - Bijzondere eisen voor reguleringsdoeleinden
- NEN-EN-ISO 14001 Milieumanagementsystemen - Eisen met richtlijnen voor gebruik
- NEN-EN-ISO/IEC 17021 Conformiteitsbeoordeling - Eisen voor instellingen die audits en certificatie van managementsystemen uitvoeren
- NEN-EN-ISO 19011 Richtlijnen voor het uitvoeren van kwaliteits- en/of milieumanagementsysteemaudits
- NEN-EN-ISO 22000 Voedselveiligheid managementsystemen - Eisen aan een organisatie in de voedselketen
- NEN-EN-ISO 26800 Ergonomie - Algemene benadering, beginselen en concepten

## NEN-EN-IEC
- NEN-EN-IEC 60079-14 Explosieve atmosferen - Deel 14: Ontwerp, keuze en opstelling van elektrische installaties
- NEN-EN-IEC 60079-17 Explosieve atmosferen - Deel 17: Inspectie en onderhoud van elektrische installaties
- NEN-EN-IEC 61400-24 Wind turbines - Deel 24: Bliksembeveiliging
- NEN-EN-IEC 62305-1 Bliksembeveiliging - Deel 1: Algemene principes
- NEN-EN-IEC 62305-2 Bliksembeveiliging - Deel 2: Risicomanagement
- NEN-EN-IEC 62305-3 Bliksembeveiliging - Deel 3: Fysieke schade aan objecten en letsel aan mens en dier
- NEN-EN-IEC 62305-4 Bliksembeveiliging - Deel 4: Elektrische en elektronische systemen in objecten

## NPR
- NPR 1014 Bliksembeveiliging - Leidraad bij de NEN-EN-IEC 62305 reeks
- NPR 1088 Ventilatie van woningen en woongebouwen. Aanwijzingen voor en voorbeelden van de uitvoering van ventilatievoorzieningen
- NPR 1813 Ergonomie - Richtlijn voor kantoormeubelen en hun toepassing bij de inrichting van administratieve ruimten en kantoren - Toelichting bij de NEN-EN 1335-reeks, de NEN-EN 527-reeks en NEN-EN 13761
- NPR 2068 Thermische isolatie van gebouwen. Vereenvoudigde rekenmethoden
- NPR 2576 Functiebehoud bij brand - Richtlijn voor bekabeling, ophanging en montage van transmissiewegen
- NPR 2652 Vochtwering in gebouwen. Wering van vocht van buiten. Wering van vocht van binnen. Voorbeelden van bouwkundige details
- NPR 2777 Leidraad voor het opstellen van onderhoudscontracten voor vastgoed
- NPR 2877 Beproevingsmethode voor de waterdichtheid van scheidingsconstructies
- NPR 2878 Uitwendige scheidingsconstructies van gebouwen. Vereenvoudigde berekeningsmethode voor de binnenoppervlaktetemperatuurfactor
- NPR 2917 Energieprestatie van utiliteitsgebouwen. Rekenprogramma (EPU) versie 2.2
- NPR 3218 Buitenriolering onder vrij verval. Aanleg en onderhoud
- NPR 3378 Praktijkrichtlijn Gasinstallaties. Leidraad bij NEN 1078 en NEN 8078
- NPR 3438 Ergonomie - Geluidhinder op de arbeidsplaats - Bepaling van de mate van verstoring van communicatie en concentratie
- NPR 3599 Vlakglas voor gebouwen. Bepaling van de minimum glasdikte voor windbelasting. Afgestemd op NEN 2608
- NPR 5070 Geluidwering in woongebouwen. Voorbeelden van wanden en vloeren in steenachtige draagconstructies
- NPR 5071 Geluidwering in woongebouwen. Voorbeelden van maatregelen tegen galm, lawaai door slaande deuren en dergelijke in gemeenschappelijke ruimten, afgestemd op NEN 1070
- NPR 5072 Geluidwering in woningen en woongebouwen. Luchtafvoersystemen
- NPR 5073 Geluidwering in woongebouwen. Liftinstallaties
- NPR 5074 Geluidwering in woningen en woongebouwen. Centrale verwarmingsinstallaties met radiatoren of convectoren
- NPR 5075 Geluidwering in woningen en woongebouwen. Sanitaire toestellen en installaties voor de aan- en afvoer van water
- NPR 5086 Geluidwering in woongebouwen. Geluidwering van lichte woningscheidende wanden
- NPR 5092 Geluidwering in gebouwen. Beoordeling van de resultaten van geluidmetingen conform NEN 5077
- NPR 5097 Geluidwering in gebouwen. Toelichting op de bepalingsmethoden voor de grootheden voor geluidwering van uitwendige scheidingsconstructies, luchtgeluidswering, contactgeluidwering, geluidniveaus veroorzaakt door installaties en nagalmtijd
- NPR 5129 Energieprestatie van woonfuncties en woongebouwen. Rekenprogramma (EPW) versie 2.2
- NPR 5272 Geluidwering in gebouwen. Aanwijzingen voor de toepassing van het rekenvoorschrift voor de geluidwering van gevels op basis van NEN-EN 12354-3
- NPR 5310 Nederlandse praktijkrichtlijn bij NEN 1010
- NPR 5326 Risicobeheersing bij ontwikkeling en onderhoud van maatwerksoftware
- NPR 5741 Bodem - Richtlijn voor de keuze en toepassing van boorsystemen en monsternemingstoestellen voor grond, sediment en grondwater bij bodemverontreinigingsonderzoek
- NPR 6070 Sturen op duurzame inzetbaarheid van medewerkers
- NPR 6091 Weerstand tegen brandoverslag (Deze norm is ingetrokken sinds 12-10-2005)
- NPR 6095-1:2012 nl Rookbeheersingssystemen - Deel 1: Richtlijnen voor het ontwerpen en installeren van RWA-installaties
- NPR 6095-2:2012 nl Rookbeheersingssystemen - Deel 2: Richtlijnen voor het ontwerpen en installeren van overdrukinstallaties
- NPR 6703:2006 Wateraccumulatie. Aanvullende rekenregels en vereenvoudigingen voor het belastinggeval regenwater in NEN 6702
- NPR 6708:2013 Bevestiging van dakbedekkingen. Richtlijnen
- NPR 6791 Steenconstructies. Eenvoudige ontwerpregels, gebaseerd op NEN 6790 (Deze norm is ingetrokken sinds 11-05-2009)
- NPR 7505 Leeswijzer bij NEN 7502:2004 Medische informatica - Berichtenverkeer in de zorg - Ontwikkeling en beheer van zorginhoudelijke berichtnormen
- NPR 7509 Medische informatica - Berichtenverkeer - Notities bij NVN 7503 Recept- en verstrekkingsberichten
- NPR 7910-1 Gevarenzone-indeling met betrekking tot explosiegevaar. Deel 1: Gasexplosiegevaar, gebaseerd op NEN-EN IEC 60079-10-1:2009
- NPR 7910-2 Gevarenzone-indeling met betrekking tot explosiegevaar. Deel 2: Stofexplosiegevaar, gebaseerd op NEN-EN-IEC 60079-10-2:2009
- NPR 8020-10 Evenementen - Hijs- en heftechniek - Veiligheidsfactoren voor hijs- en hefmiddelen
- NPR 8020-11 Evenementen - Hijs- en heftechniek - Met de hand aangedreven personen-vliegsystemen
- NPR 8020-13 Evenementen - Hijs- en heftechniek - Riggingplan ('rigging plot')
- NPR 8020-14 Evenementen - Hijs- en heftechniek - Onderhoud en inspectie
- NPR 8020-15 Evenementen - Hijs- en heftechniek - Veiligheidskabels voor lasten bevestigd aan lastdragers
- NPR 8020-50 Evenementen - Podiumconstructies - Verantwoordelijkheden
- NPR-ISO/TS 16949 Kwaliteitsmanagementsystemen - Specifieke eisen voor de toepassing van ISO 9001:2008 voor automobielproductie en organisaties die relevante service-onderdelen leveren

## NTA
- NTA 5727 Bodem - Monsterneming en analyse van asbest in waterbodem en baggerspecie
- NTA 5755 Bodem - Landbodem - Strategie voor het uitvoeren van nader onderzoek - Onderzoek naar de aard en omvang van bodemverontreiniging
- NTA 8009 Veiligheidsmanagementsysteem voor ziekenhuizen en instellingen die ziekenhuiszorg verlenen
- NTA 8020-30 Evenementenbeveiliging en publieksbeveiligingsdiensten
- NTA 8020-40 Evenementen - Brandvoortplanting en rookproductie van zeildoek
- NTA 8023-0 Maatschappelijke zorg - Informatiearchitectuur in de jeugdsector - Deel 0: Algemene bepalingen
- NTA 8023-1 Maatschappelijke zorg - Informatiearchitectuur in de jeugdsector - Deel 1: Landelijke verwijsindex risicojongeren
- NTA 8023-2 Maatschappelijke zorg - Informatiearchitectuur in de jeugdsector - Deel 2: Elektronisch berichtenverkeer (EBV)
- NTA 8025:2005 Periodieke beoordeling van de veiligheid van technische installaties en technische voorzieningen in woningen
- NTA 8027 Kwaliteitscriteria voor opdrachtverstrekking voor conditiemetingen en opstellen van onderhoudsbehoefte en meerjarenbegrotingen
- NTA 8050 Leidraad voor de totstandkoming van arbocatalogi
- NTA 8060 Keuren bouwtechnische woningkwaliteit - methodiek en opnamelijst (december 2010)
- NTA 8080 Duurzaamheidscriteria voor biomassa ten behoeve van energiedoeleinden
- NTA 8220 Methode voor het beoordelen van elektrisch materieel op brandrisico
- NTA 8292 Begroeide daken - Termen, definities en bepalingsmethoden - Windweerstand, waterretentie en brandgevaarlijkheid
- NTA 8776 Helmen voor snelle elektrische fietsen (speed-pedelecs, S-EPACs)
- NTA 8800 Energieprestatie van gebouwen - Bepalingsmethode

## NVN
- NVN 2939 Luchtkwaliteit - Werkplekatmosfeer - Bepaling van de concentratie aan asbestvezels met lichtmicroscopie na actieve monsterneming op een membraanfilter
- NVN 6724 Voorschriften Beton - In de grond gevormde funderingselementen van beton of mortel (Deze norm is ingetrokken sinds 15-10-2012)
- NVN 6725:2008 nl Vrijdragende systeemvloeren van vooraf vervaardigd beton
- NVN 7125 Energieprestatienorm voor maatregelen op gebiedsniveau (EMG). Bepalingsmethode

## Overige
- NTR 3216 Binnenriolering. Richtlijn voor ontwerp en uitvoering
- OHSAS 18001 Arbomanagementsystemen - Eisen
- ISO/DIS 20121 Duurzaamheid managementsystemen - Eisen met richtlijnen voor gebruik
- IEC 60331-1 Beproeving op het gedrag van elektrische leidingen bij brand - Functiebehoud - Deel 1: Beproevingsmethode voor brand met mechanische schokken bij een temperatuur van ten minste 830 °C voor leidingen met een toegekende spanning tot en met 0,6/1,0 kV en met een doorsnede groter dan 20 mm